# Razvan Mavrodin
Pas d'image ? Cliquez ici

a Compétitions nationales et continentales officielles uniquement.

b Matchs officiels uniquement.
Dernière mise à jour le 24 novembre 2021.
Răzvan Mavrodin, né le 29 septembre 1973 à Bucarest, est un joueur de rugby à XV roumain. Il a joué avec l'équipe de Roumanie depuis 1998, évoluant au poste de talonneur (1,78 m pour 102 kg).

## Carrière

### Entraîneur
- 2009-2012 :  Tarbes Pro D2
- 2012-2013 :  Stade Nantais (Fédérale 2)

## Palmarès
- Champion de Roumanie en 1999.
- Vainqueur du Championnat européen des nations en 2000.

## Équipe de Roumanie
- 50 sélections avec la Roumanie
- 1er test match le 18 novembre 1998 contre l'équipe de Géorgie.
- Capitaine en 2005 (2 fois).
- Sélections par année : 2 en 1998, 4 en 1999, 5 en 2000, 7 en 2002, 4 en 2003, 7 en 2004, 5 en 2005
- Il a disputé trois matchs de la Coupe du monde 1999, quatre matchs de la Coupe du monde 2003 et quatre matchs de la Coupe du monde 2007.